# حاك
الحاكي أو الفونوغراف أو الفُنُكراف أو الغرامافون أو هو أول جهاز استخدم لتسجيل واستعادة الصوت اخترعه الأمريكي توماس إديسون في عام 1877 اشتهر اسمه بالفونوغراف وفقًا للنقل الحرفي من كلمة فونوغراف ومعناها الكاتب الصوتي مشتقة من اليونانية حيث تشتق من كلمتي (فونو - phono - φωνή) وتعني الصوت و(غراف - graph - γραφή) وتعني الكتابة، فهو يستعيد أصواتاً مسجلة تماثلياً على إسطوانات من الشمع أو أي أداة أخرى.
الإسطوانة بمعناها الوارد أول مرة في الحاكي هو شكل مخروط، أما في عُرف الجراموفون، وهو الأكثر انتشارا، فهي قرص ذي أخدود حلزوني. يبدأ التسجيل عادة عند طرف القرص وينتهي عند مركزه. الحاكي كان وسط التخزين الأكثر شيوعا للتسجيلات الصوتية خلال القرن العشرين. ورغم حلول التسجيل الرقمي مكانه بدءاً من الثمانينات إلا أنه لا يزال ينتج ويستخدم كتحف فاخرة.

## تاريخ
قام المخترع الفرنسي إدوار ليون سكوت دو مارتنفيل بتركيب أول جهاز يستغل اهتزازات قلم على أقراص ورقية لتسجيل الصوت، ولكن ذلك حينها كان دون التفكير بإعادة تشغيل الأصوات المسجلة. كان الجهاز يعرف حينها باسم فونوتوغراف ويهدف لدراسة خصائص الصوت، إلا أن المخترع لم يتنبه إلى أنه عمليا قد سجل الصوت. قام المؤرخ الأمريكي باتريك فيستر بالتعاون مع أعضاء فريقه المعروف ب"first sound" وذلك ابتداءً من عام 2008 باستعادة تسجيلات قديمة من عام 1857م و1860م وأبرزها أغنية تحت ضوء القمر (بالفرنسية: au clair de la lune)‏ المسجلة في 9 أبريل 1860م باستخدام تقنيات الحاسوب .
وفي عام 1877م بدأ الشاعر والمخترع الفرنسي شارل كروس بتطوير الفونوتوغراف إلى الباليوفون ولكن المخترع الأمريكي الشهير توماس أديسون سبقه، فاخترع الحاكي الذي يمكنه إعادة تشغيل الصوت المسجل . سجل الصوت على صفائح قصدير وكان الهدف من استخدامه حينها إعطاء الأوامر الرسمية، وقد تم في عام 2012 استرجاع تسجيل على صفيحة قصدير يرجع تاريخه إلى العام 1878 باستخدام التقنيات الحديثة.

## آلية عمله
اخترع الأمريكي توماس أديسون أول جهاز تسجيل صوتي عملي. وقد تمكن جهاز أديسون من تسجيل صوت على أسطوانة معدنية صغيرة ملفوفة داخل رقيقة من الصفيح، ثم أعاد ترديد الصوت مرة ثانية. وكانت الأسطوانة تدور على محور. وفوق الأسطوانة وضعت إبرة ملحقة بحاجز غشائي لقرص هزاز. وعند تكلم أي شخص في جهاز يوضع بين الشفتين تنتشر الموجات الصوتية وتجعل الغشاء والإبرة يهتزان. وكانت هذه الاهتزازات تمكن الإبرة من عمل نقرات رقيقة على الأسطوانة الدائرة. ولاستعادة الصوت، تُوضَعُ إبرة ملحقة بحاجز غشائي على الأسطوانة. وأثناء دوران الأسطوانة، تسبب النقرات على الرقيقة في اهتزاز الإبرة والحاجز الغشائي. وهذه الاهتزازات تُحدث أصواتًا تشابه تقريبًا الصوت الأصلي.